# 12º Jamboree mondiale dello scautismo
Il 12º Jamboree mondiale dello scautismo si tenne a Farragut State Park, Idaho negli Stati Uniti d'America dal 31 luglio al 9 agosto 1967. Fu il secondo Jamboree organizzato in Nord America.